# 三井村 (山口県)
三井村（みいそん）は、山口県熊毛郡にあった村。現在の光市三井・岩狩にあたる。

## 地理
- 山岳：虎ヶ岳
- 河川：島田川

## 歴史
- 1889年（明治22年）4月1日 - 町村制の施行により、近世以来の三井村が単独で自治体を形成。
- 1939年（昭和14年）4月1日 - 光井村・島田村・浅江村と合併して周南町が発足。同日三井村廃止。